# Emmanuelle Richard
Pour les articles homonymes, voir Richard.
Emmanuelle Richard, née en 1985 en Essonne, est une romancière française.

## Biographie

### Famille, enfance et formation
Emmanuelle Richard naît en 1985 à Courcouronnes. Elle grandit en banlieue parisienne. Elle est titulaire d'une maîtrise de Lettres et d'un master en Management des organisations culturelles. Elle enchaîne les petits boulots et travaille notamment comme caissière et vendeuse, hôtesse et serveuse, avant, pendant et après ses études,.

### Parcours littéraire
Elle publie son premier roman à 24 ans, en 2010, aux éditions L'école des loisirs : Selon Faustin, un roman jeunesse qui explore le thème de l'adolescence.
Son deuxième roman, La Légèreté, est publié en 2014 aux éditions de l'Olivier. Pour Virginie Bloch-Lainé dans le journal Libération : « La Légèreté est un roman d’une finesse et d’une précision extrêmes sur les souvenirs universels d’un âge tendu vers l’avenir. L’intensité qui caractérise l’adolescence, Emmanuelle Richard la met moins dans les rapports difficiles de son héroïne avec les autres que dans sa détermination à « habiter un corps vivant »  . »
En 2016 est publié son troisième ouvrage, le roman Pour la peau, qui raconte une passion amoureuse. Il obtient la même année le prix Anaïs-Nin, et le prix Marie Claire du roman féminin,. Il figure également parmi les cinq finalistes du Grand prix RTL-Lire 2016.
En 2018 paraît Désintégration, roman donnant à voir le motif de la haine de classe en réaction au mépris de classe dans un Paris contemporain. Le titre est inspiré du film de Michel Faucon, La Désintégration, et fait référence à la colère et à la souffrance vécue par le personnage principal du roman, « autosociofiction » qui montre la radicalisation d'une jeune femme confrontée au mythe de la méritocratie.Pour l'autrice, « chaque texte (...) est une sorte de prétexte pour justifier juste une scène ou une image ».
En 2020, Emmanuelle Richard publie Les corps abstinents aux Éditions Flammarion qui est présenté par ces mots (imprimés sur la couverture) : « J’ai discuté avec celles et ceux qui comme moi ne font plus l’amour. »
En 2022, elle publie Hommes, qui raconte l'histoire d'une femme de 28 ans qui décide de quitter Paris après un drame familial et un échec professionnel pour faire du woofing dans un château du Pays de Galles,. Il est qualifié de meilleur roman de l'année 2022 par le magazine Slate. Le roman fait partie de la première sélection du premier prix Castel.

## Œuvres
- Selon Faustin[16],[17], Paris, Éditions l’École des Loisirs, coll. « Médium », 2010, 180 p.  (ISBN 978-2-211-20038-7)
- La Légèreté[18],[6],[19], Paris, Éditions de l’Olivier, 2014, 273 p.  (ISBN 978-2-8236-0297-5)

- Pour la peau[20], Paris, Éditions de l’Olivier, 2016, 218 p.  (ISBN 978-2-8236-0794-9) ; rééd. Points, 2017

- Désintégration, Paris, Éditions de l’Olivier, 2018, 208 p.  (ISBN 978-2-8236-1277-6)

- Les corps abstinents[11], Paris, Éditions Flammarion, 2020, 288 p.  (ISBN 9782081504370)
- Hommes, Éditions de l'Olivier, 2022, 256p.  (ISBN 9782823614527)[21]

## Prix et distinctions
- Prix Anaïs-Nin 2016[7] pour Pour la peau
- Prix Marie Claire du roman féminin 2016[9] pour Pour la peau
- Finaliste du Grand prix RTL-Lire 2016[22] pour Pour la peau
- Sélection Prix Orange du livre 2016[23] pour Pour la peau